# تصويب منظور الشخص الثالث

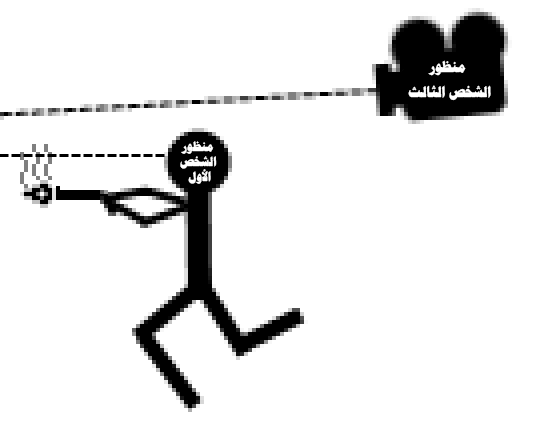
توضيح منظور الشخص الثالث

تصويب منظور الشخص الثالث هي نوع إطلاق نار من منظور الشخص الثالث، وهي مشابهة كثيراً للتصويب من منظور الشخص الأول. الاختلاف الرئيسي هو وضع الكاميرا، حيث في المنظور الثالث يمكن مشاهدة جسد اللاعب وما يُحيط به.
إنه نوع من ثلاثي الأبعاد 3D ، نال مكانة بارزة في السنوات الأخيرة، لا سيما على لوحات المفاتيح. فهو يجمع بين عناصر إطلاق النار من منظور الشخص الأول مع القفز والتسلق من الألعاب القائمة على اللغز والمغامرات. تتضمن ألعاب إطلاق النار من قِبل منظور الشخص الثالث دائمًا ميزة مساعدة الهدف، نظرًا لأن الاستهداف من كاميرا الشخص الثالث أمر صعب. يحتوي معظمهم أيضًا على عرض من منظور الشخص الأول، والذي يسمح بالتصوير الدقيق والنظر حول ميزات البيئة المخفية من الكاميرا الافتراضية. في معظم الحالات، يجب أن يقف اللاعب صامدًا لاستخدام طريقة عرض الشخص الأول، لكن الألعاب الأحدث تسمح للاعب باللعب متحركاً، على سبيل المثال، تتطلب لعبة آد ورلد: غضب الغريب من اللاعب إطلاق النار من منظور الشخص الأول، واستخدام المنظور الثالث للتحرك والمطاردة بالمنظور الثالث.

## الشخص الثالث
المقصود بالشخص الثالث هو شخص آخر يُعد حاملاً للكاميرا بالنسبة للشخص الأول (اللاعب) والشخص الثاني (الخصم).

## أمثلة من الألعاب
من أمثلة الألعاب التي تندرج تحت هذا النوع:
- ريزدنت إيفل 4.
- غراند ثفت أوتو 5.
- ديد سبيس.
- فورتنايت.
- أساسنز كريد.
- كونفلكت ديسيرت ستورم.
- كونفلكت فيتنام.
- أرون ستورم.
- كونفلكت غلوبال ستورم.
- أوني